# لیگ دسته یک فوتبال بلژیک
لیگ دسته یک فوتبال بلژیک (انگلیسی: Belgian Division 1) یک لیگ نیمه حرفه‌ای و سومین لیگ برتر در سیستم لیگ فوتبال بلژیک است که یک سطح پایین‌تر از لیگ حرفه‌ای چلنجر است. این اتحادیه توسط اتحادیه سلطنتی فوتبال بلژیک در سال ۲۰۱۶ ایجاد شد و در سطح سوم قرار گرفت و تمام لیگ‌ها را یک سطح به پایین‌تر برد.